# Tatiana Ariza
Tatiana Ariza, née le 21 février 1991 à Bogota (Colombie), est une footballeuse internationale colombienne qui évolue au poste de milieu de terrain au Deportivo Cali.
Elle participe à deux reprises à la Coupe du monde féminine, en 2011 et 2015. Elle dispute également les Jeux olympiques d'été de 2012 et 2016.
Sa sœur jumelle, Natalia Ariza, est également une footballeuse internationale colombienne.